# Cal Baldiri (Caldes de Montbui)
Cal Baldiri és una obra de Caldes de Montbui (Vallès Oriental) protegida com a bé cultural d'interès local.

## Descripció
És un edifici entre mitgeres que fa cantonada. Una part de l'edifici és de planta baixa i un pis i l'altre és de planta baixa i tres pisos. La teulada és a doble vessant, l'una paral·lela i l'altre perpendicular al carrer. L'edifici sembla que està format per la unió de dos cases. No hi ha cap composició unitària de la façana perquè és el resultat de constants modificacions. Les obertures tenen els brancals i la llinda d'obra vista. Dos de les obertures tenen reixes de ferro forjat. La façana esta arrebossada.